# National Rugby League 2010
La National Rugby League de 2010 fue la 103.ª edición del torneo de rugby league más importante de Australia y Nueva Zelanda.

## Formato
Los clubes se enfrentaron en una fase regular de todos contra todos, los ocho equipos mejor ubicados al terminar esta fase clasificaron a la postemporada.
Se otorgaron 2 puntos por el triunfo, 1 por el empate y ninguno por la derrota.

## Desarrollo

### Tabla de posiciones
| Pos. | Equipo                        | Encuentros | Encuentros | Encuentros | Encuentros | Tantos | Tantos | Tantos | Puntos |
| Pos. | Equipo                        | PJ         | PG         | PE         | PP         | F      | C      | Dif    | Puntos |
| ---- | ----------------------------- | ---------- | ---------- | ---------- | ---------- | ------ | ------ | ------ | ------ |
| 1    | St. George Illawarra Dragons  | 24         | 17         | 0          | 7          | 518    | 299    | +219   | 38     |
| 2    | Penrith Panthers              | 24         | 15         | 0          | 9          | 645    | 489    | +156   | 34     |
| 3    | Wests Tigers                  | 24         | 15         | 0          | 9          | 537    | 503    | +34    | 34     |
| 4    | Gold Coast Titans             | 24         | 15         | 0          | 9          | 520    | 498    | +22    | 34     |
| 5    | New Zealand Warriors          | 24         | 14         | 0          | 10         | 539    | 486    | +53    | 32     |
| 6    | Sydney Roosters               | 24         | 14         | 0          | 10         | 559    | 510    | +49    | 32     |
| 7    | Canberra Raiders              | 24         | 13         | 0          | 11         | 499    | 493    | +6     | 30     |
| 8    | Manly-Warringah Sea Eagles    | 24         | 12         | 0          | 12         | 545    | 510    | +35    | 28     |
| 9    | South Sydney Rabbitohs        | 24         | 11         | 0          | 13         | 584    | 567    | +17    | 26     |
| 10   | Brisbane Broncos              | 24         | 11         | 0          | 13         | 508    | 535    | −27    | 26     |
| 11   | Newcastle Knights             | 24         | 10         | 0          | 14         | 499    | 569    | −70    | 24     |
| 12   | Parramatta Eels               | 24         | 10         | 0          | 14         | 413    | 491    | −78    | 24     |
| 13   | Canterbury-Bankstown Bulldogs | 24         | 9          | 0          | 15         | 494    | 539    | −45    | 22     |
| 14   | Cronulla-Sutherland Sharks    | 24         | 7          | 0          | 17         | 354    | 609    | −255   | 18     |
| 15   | North Queensland Cowboys      | 24         | 5          | 0          | 19         | 425    | 667    | −242   | 14     |
| 16   | Melbourne Storm               | 24         | 14         | 0          | 10         | 489    | 363    | +126   | 0      |

- Melbourne Storm fue castigado con la pérdida de todos sus puntos por exceder el límite salarial.

|  | Postemporada. |

### Postemporada

#### Finales de clasificación
| 10 de septiembre | Gold Coast Titans | 28 - 16 | New Zealand Warriors |  |  |

| 11 de septiembre | Wests Tigers | 15 - 19 | Sydney Roosters |  |  |

| 11 de septiembre | Penrith Panthers | 22 - 24 | Canberra Raiders |  |  |

| 12 de septiembre | St. George Illawarra Dragons | 28 - 0 | Manly-Warringah Sea Eagles |  |  |

#### Semifinal
| 17 de septiembre | Canberra Raiders | 24 - 26 | Wests Tigers |  |  |

| 18 de septiembre | Sydney Roosters | 34 - 12 | Penrith Panthers |  |  |

#### Finales premilinares
| 24 de septiembre | Gold Coast Titans | 6 - 32 | Sydney Roosters |  |  |

| 25 de septiembre | St. George Illawarra Dragons | 13 - 12 | Wests Tigers |  |  |

#### Final
| 3 de octubre | St. George Illawarra Dragons | 32 - 8 | Sydney Roosters | ANZ Stadium, Sídney             |  |
|              |                              |        |                 | Asistencia: 82.334 espectadores |  |

| Bandera de Australia                 |
| Campeón St. George Illawarra Dragons |
| Primer título                        |